# Fred Gruen

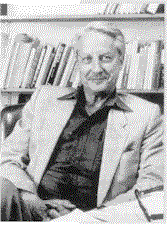
FH Gruen (1971)

Fred Gruen (geborener Fritz Heinz Grün 14. Juni 1921 in Wien; gestorben 29. Oktober 1997 in Canberra) war ein australischer Wirtschaftswissenschaftler.

## Leben
Fritz Heinz Gruen war ein Sohn des Ingenieurs Willy Gruen (gestorben 1937) und der Marianne Zwack, er hatte eine Stiefschwester. Seine Mutter wurde 1941 im Ghetto Theresienstadt Opfer des Holocaust.
Gruen wurde 1936 mit einem Schülervisum nach England geschickt, dank einer Zuwendung seines Onkels konnte er die Herne Bay High School besuchen. Nach dem Anschluss Österreichs im März 1938 konnte er nicht mehr nach Wien zurückkehren und musste sich in England als Hilfsarbeiter durchschlagen. Im Mai 1940 wurde er als Enemy Alien verhaftet und im September zwangsweise auf dem Truppentransporter Dunera nach Australien verschifft, wo er in Hay weiterhin interniert war. Sein Mithäftling Erwin Fabian malte in der Zeit ein Porträt von ihm.
Im Jahr 1942 freigelassen diente er bis 1946 in der Australian Army. Nebenher begann er ein Studium an der Melbourne University und machte 1945 einen B.A. und 1947 einen B.Comm. Gruen heiratete 1947 die aus Leeds stammende Ann Margaret Darvall, ihre Söhne sind der 1954 geborene Statistiker David Gruen und der 1957 geborene Ökonom Nicholas Gruen. Nun arbeitete er als wissenschaftlicher Mitarbeiter für die Landwirtschaftsbehörde von New South Wales und hielt sich 1950/51 zum Studium an der University of Wisconsin und der University of Chicago in den USA auf, wo er einen M.Sc. in Agrarökonomie machte.
Ab 1959 war er Senior Research Fellow bei Robert Merton Solow (Solow-Modell) an der Australian National University (ANU) in Canberra und wurde 1964 Professor für Agrarökonomie an der Monash University in Melbourne. 1971 wechselte er als Professor an die ANU und wurde kurz danach 1973 wirtschaftspolitischer Berater der Labour-Regierung unter Gough Whitlam, so dass er seine Lehrverpflichtungen reduzieren musste. Ab 1978 war er wieder Vollzeit an der ANU tätig, äußerte sich aber weiterhin zur Steuerung des Außenhandels Australiens. Gruen war Mitglied der International Association of Agricultural Economists, der Academy of the Social Sciences in Australia und der Economic Society of Australia and New Zealand.
1986 wurde er zum Officer of the Order of Australia (AO) ernannt.

## Schriften (Auswahl)
- Long-term agricultural supply and demand projections: Australia: 1965 to 1980. Department of Economics, Monash University, 1968
- (Hrsg.): Surveys of Australian economics, 1. Sydney: Allen & Unwin, 1978
- (Hrsg.): Surveys of Australian economics, 2. Sydney: Allen & Unwin, 1979
- (Hrsg.): Surveys of Australian economics, 3. Sydney: Allen & Unwin, 1983
- The quality of life, the national interest and the role of economics. Canberra, 1996